# زينب بنت مظعون
زينب بنت مظعون بن حبيب بن وهب بن حذافة بن جمح القرشية الجمحية صحابية، أخت عثمان بن مظعون وزوج عمر بن الخطاب، وأم عبد الله بن عمر وأم المؤمنين حفصة بنت عمر وعبد الرحمن بن عمر. قال أبو عمر: «ذكر الزبير أنها كانت من المهاجرات». قال أبو عمر: «أخشى أن يكون وهما لأنه قد قيل: إنها ماتت مسلمة بمكة قبل الهجرة، وحفصة ابنتها من المهاجرات»، أخرجها أبو عمر وأبو موسى. قال أبو موسى: قد روي في بعض الحديث أن عبد الله بن عمر هاجر مع أبويه.